# Leopold Sturma
Leopold Sturma, též Leo Sturma (13. června 1896 Wels – 18. února 1965 Wels), byl rakouský právník, politik a nacistický funkcionář z Horních Rakous, za nacistického režimu starosta Lince.

## Biografie
Studoval na gymnáziu ve Welsu a Linci. Maturoval roku 1913. Od roku 1920 studoval práva na Univerzitě v Innsbrucku, kde byl roku 1923 promován na doktora práv. Působil na soudní praxi u okresního a krajského soudu ve Welsu, od roku 1922 pracoval v advokátní kanceláři Schmutzer-Slama. Od roku 1925 byl samostatným advokátem ve Welsu. K advokátní činnosti ve Welsu se ještě vrátil v roce 1951.
Byl politicky aktivní. Od roku 1934 byl členem organizace NSDAP ve Welsu. Ve 30. letech byl stranickým právním zmocněncem pro kraje Hausruck a Salzkammergut. Po anšlusu vykonával od poloviny roku 1938 do poloviny roku 1940 funkci vedoucího krajského úřadu pro právo a komunální politiku. Zastával vysoké posty v Nationalsozialistische Betriebszellenorganisation (NSRB) jako zástupce jejího krajského předsedy. V letech 1944–1945 byl župním vedoucím NSRB. V letech 1938–1943 byl členem SA. 1. května 1938 se rovněž stal členem jednotek SS jako Standartenführer.
Od března 1938 do března 1939 zastával úřad starosty rodného Welsu. Starostou města Linec byl od 15. června 1940 do 31. prosince 1943. Od ledna 1944 do května 1945 byl prezidentem vrchního zemského soudu v Linci.